# Melanie Serrano
Melanie Serrano Pérez (Siviglia, 12 ottobre 1989) è un'ex calciatrice spagnola, di ruolo difensore o centrocampista.
Legata al Barcellona dall'inizio della carriera, con la maglia delle Blaugrana ha conquistato sei titoli di Campione di Spagna, sei Coppe della Regina, una Supercoppa spagnola e una Champions League femminile. Al termine della stagione 2021-2022, dopo 18 anni consecutivi, ha deciso di ritirarsi dopo la finale in UEFA Women's Champions League. Risulta essere la giocatrice con più presenze ufficiali nella storia del club: 514.
Al momento del ritiro, con 27 trofei conquistati con la società blaugrana, Serrano era inoltre la calciatrice più vincente nella storia del club, venendo poi superata da Alexia Putellas nel corso della stagione 2023-2024.

## Palmarès

### Club

#### Competizioni nazionali
- Campionato spagnolo: 6

Barcellona: 2011-2012, 2012-2013, 2013-2014, 2014-2015, 2019-2020, 2020-2021
- Campionato spagnolo di seconda divisione: 1

Barcellona: 2007-2008
- Coppa della Regina: 7

Barcellona: 2011, 2013, 2014, 2017, 2018, 2019-2020, 2020-2021
- Supercoppa spagnola: 2

Barcellona: 2020,  2022
- Copa Catalunya: 10

Barcellona: 2009, 2010, 2011, 2012, 2014, 2015, 2016, 2017, 2018, 2019

#### Competizioni internazionali
- UEFA Women's Champions League: 1

2020-2021